# 索塔德斯
索塔德斯（英語：Sotades），约活动于公元前3世纪前后。古希腊马罗内亚的抑扬格诗人，他发明了使用了好几个世纪的灵活的“索塔德斯”音步。他大多数的作品已经失传，其中包括一部重新创作的《伊利亚》。他著有道德教化意义的索塔德斯体诗，旨在教育埃及和希腊的儿童。他对托勒密二世与姐姐阿尔西诺伊（公元前3世纪前后）婚姻的攻击导致他入狱，并死于其中。

## 扩展阅读
- 本条目包含来自公有领域出版物的文本: Chisholm, Hugh (编).  (第11版). London: Cambridge University Press. 1911.